# Chlef

Chlefs läge i Algeriet.

Chlef (även Ech Cheliff, arabiska الشلف) är en stad i Algeriet, vid floden Oued Cheliff, söder om hamnstaden Ténès. Folkmängden i kommunen uppgick till 178 616 invånare vid folkräkningen 2008, varav 155 134 bodde i centralorten. Staden är huvudort för provinsen Chlef och är en viktig järnvägsknutpunkt mellan Alger och Oran. Den är ett handelscentrum i ett jordbruksdistrikt, och har viss lättare industri.
Staden grundades 1843 av fransmännen som Orléansville, nära den romerska bosättningen Castellum Tingitanum. Den skadades svårt av jordbävningar 1954 och 1980. 1964 byttes namnet från Orléansville till al-Asnam, och 1981 till Chlef.